# Stef Wils
Stef Wils (Turnhout, 8 febbraio 1982) è un allenatore di calcio ed ex calciatore belga, di ruolo difensore o centrocampista, tecnico dell'Anversa.

## Carriera
Ha trascorso tutta la sua carriera in Belgio. Dal 2001 al 2006 ha giocato nel Lierse.
Nel 2006 si è trasferito nel Westerlo per sostituire Chris Janssens ceduto allo Zulte Waregem.
Nel gennaio 2009 si è trasferito a paramentro zero nel Gent firmando un contratto di 3 anni e mezzo.